# Малое Кириллово
Малое Кириллово — деревня в составе Ворошиловского сельсовета в Уренском районе Нижегородской области.

## География
Находится на расстоянии примерно 4 километра на северо-запад по прямой от районного центра города Урень.

## История
Деревня известна с 1790 года, основана переселенцами из Большого Кириллова. Второе название дано местным участником битвы при Бородино. Население было старообрядцами, удельными крестьянами. В 1870 году 10 дворов и 79 жителей. В 1916 году 31 двор и 170 жителей. В период коллективизации был организован колхоз «Советская деревня». В 1978 году было дворов 20, жителей 83, в 1994 29 и 84 соответственно. В последние годы в деревне работает сельскохозяйственное предприятие «Никитино».

## Население
Постоянное население составляло 100 человек (русские 100 %) в 2002 году, 94 в 2010.